# 楊爽
楊 爽（よう そう、保定3年（563年） - 開皇7年7月16日（587年8月25日））は、中国の隋の皇族。衛昭王。文帝楊堅の異母弟。字は師仁。小字は明達。

## 経歴
楊忠の子として生まれた。北周のとき、父の軍功により、まだ赤子でありながら同安郡公に封ぜられた。6歳のときに楊忠が死去すると、父の正妻の呂苦桃に養育され、楊堅の諸弟の中でも特に寵愛された。17歳のとき内史上士となった。大象2年（580年）、楊堅が北周の政権を掌握すると、楊爽は大将軍・秦州総管に任ぜられた。赴任する前に、蒲州刺史に転じ、位は柱国に進んだ。
開皇元年（581年）、隋が建国されると、衛王に立てられた。まもなく雍州牧に転じ、左右将軍を兼ねた。右領軍大将軍に転じ、并州総管を兼ねた。開皇2年（582年）、位は上柱国に進み、涼州総管に転じた。その年、楊爽は行軍元帥となり、7万の兵を率いて突厥に備えた。平涼に進出したが、突厥軍と出会うことなく帰還した。開皇3年（583年）、大挙して北伐し、元帥となった。河間王楊弘・豆盧勣・竇栄定・高熲・虞慶則らの諸将が道を別にして進攻し、みな楊爽の節度を受けた。楊爽みずからも李充節ら4将を率いて朔州に進出し、沙鉢略可汗と白道で遭遇すると、これを撃破した。沙鉢略可汗は重傷を負って逃走した。文帝は戦勝を喜んで、楊爽に梁安県の1000戸を食邑として与えた。
開皇6年（586年）、再び元帥となり、15万の兵を率いて、合川に進出した。突厥軍が逃走したので、帰還した。開皇7年（587年）、召還されて納言となった。しばらくして、楊爽が病床に伏したので、文帝は巫者の薛栄宗を派遣して見させた。薛栄宗は多くの鬼が病の原因であると見立てた。楊爽が側近たちに鬼を祓わせると、数日後に薛栄宗は鬼物に襲われ、階下に逃げて倒れ死去したと伝える。その夜のうちに楊爽は死去した。享年は25。太尉・冀州刺史の位を追贈された。
子の楊集が後を嗣いだ。

## 子女
- 楊集 - 字は文会。初封は遂安王。衛王を嗣いだ。楊素の告発を受けて流刑となった。

## 伝記資料
- 『隋書』巻四十四 列伝第九
- 『北史』巻七十一 列伝第五十九